# Wallerant Vaillant

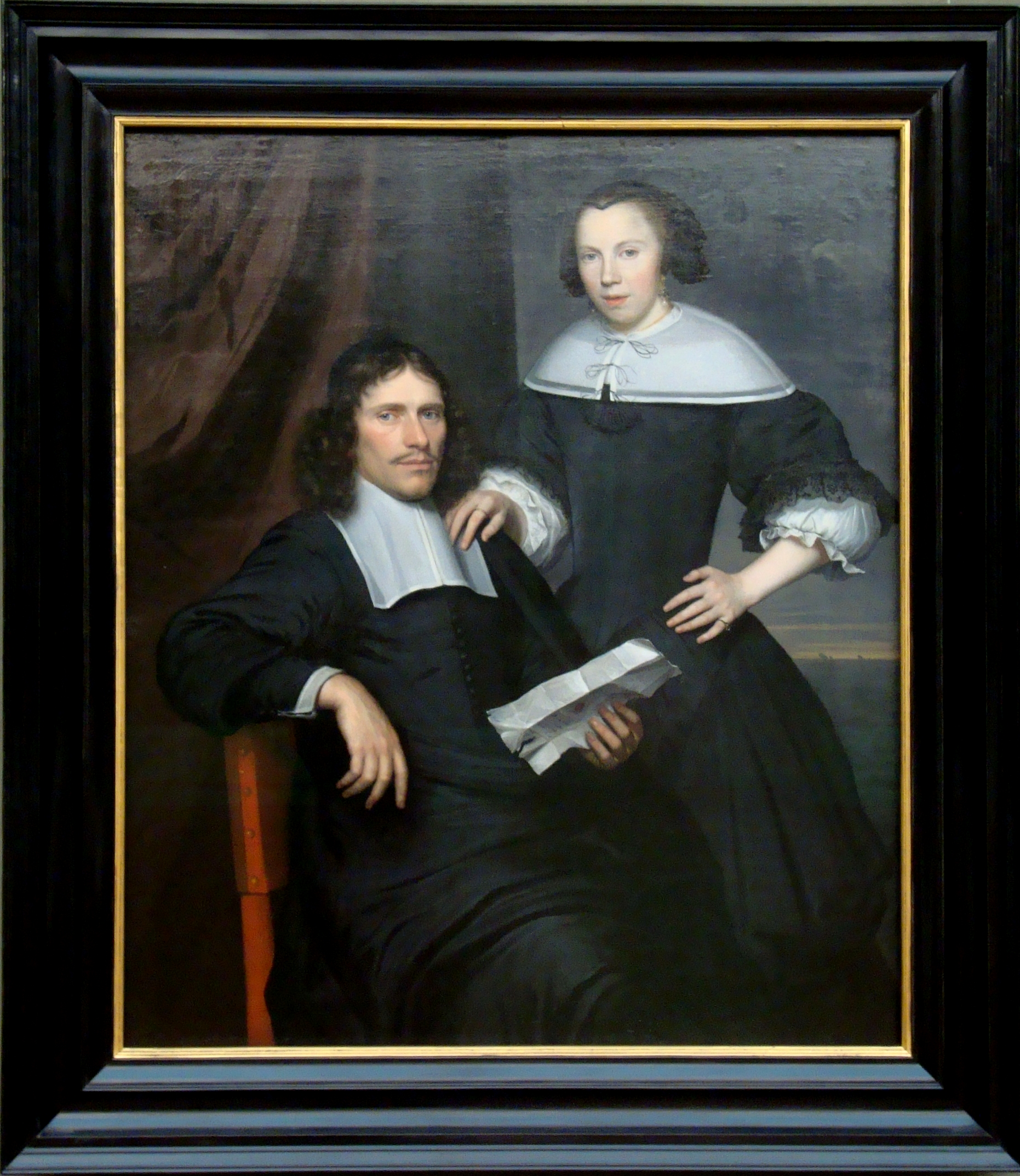
Ett äkta par, målat av Wallerant Vaillant.

Wallerant Vaillant, född den 30 maj 1623 i Lille, död den 2 september 1677 i Amsterdam, var en nederländsk målare.
Vaillant målade i Frankfurt, i Heidelberg, möjligen i Berlin och i Amsterdam. Han blev 1639 lärjunge till Erasmus Quellinus i Antwerpen. En tid bodde han även i Middelburg, där han upptogs i Lukasgillet 1647. Porträtt av Vaillant fanns vid 1900-talets början i riksmuseet och i franska barnhuset i Amsterdam, i Braunschweig och i slottet i Berlin. I Dresden fanns en signerad stillebensbild, En brevhållare. Allt detta i olja. I Dresden fanns även av Vaillant utmärkta tecknade porträtt, men han har dock sin största berömmelse inom kopparsticket (mezzotintogravyr). Denna konst, som uppfanns 1642, gick i tredje hand i arv till Vaillant, vilken först praktiskt utbildade den. Mera än 200 blad i detta maner finns av hans hand, dels reproduktioner efter samtida, dels självständiga arbeten, mest porträtt, bland annat ett porträtt av honom själv, sysselsatt med att teckna Farnesiska tjuren, samt ett porträtt av hans hustru, vidare en stickande fru med två barn, tecknande ung flicka, fyra syskon och konstnärens familj. Vaillants tre bröder, Bernard, Jakob och Jean Vaillant, utövade samma konstart. 